# Bangui
För andra betydelser, se Bangui (olika betydelser).
Bangui är huvudstad i Centralafrikanska republiken, och med en uppskattad folkmängd på cirka 740 000 invånare även landets största stad. Staden ligger i södra delen av landet, längs Kongoflodens biflod Ubangifloden, i närheten av ett antal forsar som försvårar trafiken till staden.

## Administrativ indelning
Bangui utgör både en stad och en prefektur, indelad i tio arrondissement. Innan den administrativa reformen 2021 var staden en autonom kommun, på samma administrativa nivå som prefekturerna i resten av landet. Den var då indelad i åtta arrondissement (numrerade 1 till 8), som i sin tur var indelade i 181 grannskap (quartier). Vid reformen införlivades grannstäderna Bimbo och Bégoua i staden som arrondissement.

## Historia
Bangui grundades av fransmännen 1889, och är uppkallat efter några forsar i närheten av staden. Den var huvudstad i den franska kolonin Oubangui-Chari i Franska Ekvatorialafrika innan Centralafrikanska republiken blev självständig den 13 augusti 1960.

## Kultur
Sedan 1969 har Bangui ett universitet. Staden är även ett ärkebiskopssäte. Stadskärnans byggnader från kolonialtiden och flera arkeologiska lämningar av förhistorisk järnhantering har föreslagits som världsarv.

## Näringsliv
Bangui är ett viktigt handelscentrum för den omkringliggande jordbruksregionen. Staden har viss produktion av livsmedel och förbrukningsvaror, och handel med bomull, timmer, kaffe och sisal, som exporteras via stadens hamn. Bangui har färjeförbindelse med Zongo i Kongo-Kinshasa.